# FC Amboina
FC Amboina is een Nederlandse amateurvoetbalclub uit Assen in Drenthe, opgericht in 1962. De club is van oudsher een Molukse vereniging. De thuiswedstrijden worden op Sportpark de Hoogte gespeeld, in de wijk Pittelo. Het standaardelftal speelt in het seizoen 2023/24 in de Vijfde klasse van de KNVB.

## Geschiedenis
Amboina is een (van oorsprong) Molukse voetbalvereniging, opgericht op 30 april 1962 in woonoord Schattenberg. De club was een samengang van de jongerenteams "Black Boys" en "Molukse Boys". In 1965 sloot de club zich aan bij de KNVB.
Op 21 mei 1977 won AZ Alkmaar, met Willem van Hanegem als grote publiekstrekker, in Assen met 0–7 van Amboina. De jubileumwedstrijd werd gespeeld voor enkele duizenden toeschouwers op Stadion Marsdijk
Als gevolg van valse beloftes van de Nederlandse overheid aan de Zuid-Molukkers in Nederland, waren de jaren 1970 ook gekenmerkt door radicalisering van de 'tweede generatie' Zuid-Molukse jongeren. Tussen 23 mei tot 11 juni 1977 vond de Treinkaping bij De Punt plaats. Vijf van de zes treinkapers die omkwamen, waren voetballers van FC Amboina. De actie kon op veel sympathie rekenen van de Zuid-Molukse gemeenschap.
Halverwege de jaren tachtig haalt Amboina het hoogtepunt met het bijna promoveren naar de Eerste klasse, destijds het vierde niveau van het Nederlands voetbal. Daarna gaat het bergafwaarts met de vereniging. In het seizoen 2014/15 haalt de KNVB alle teams van Amboina uit de competitie vanwege organisatorische ongeregeldheden. In het seizoen 2015/16 krabbelt de vereniging er weer bovenop en mag weer meedoen aan de competitie. Tot aan de start van het seizoen 2020/21, waarna de club opgeheven werd. In september 2020 werd de voetbalclub opgeheven.

### Terugkeer
In 2023 keert FC Amboina weer terug, nadat er onder een nieuwe groep vrijwilligers weer draagvlak was voor een terugkeer van FC Amboina in het Drentse amateurvoetbal.
Tijdens het seizoen 2023/24 komt FC Amboina uit in de 5e klasse 20, een zaterdagcompetitie waarin voornamelijk reserveteams uitkomen. Zij eindigden dat seizoen op de vijfde plaats.

## Standaardelftal
Het standaardelftal speelt in het seizoen 2018/19 in de Vierde klasse zondag van het KNVB-district Noord.
Dit elftal, en op dat moment het enige elftal van de club, speelde in het seizoen 2013/14 in de Vijfde klasse zondag. Eind juni 2014 werd een (inmiddels oud-)speler van de club tot negen maanden cel veroordeeld vanwege geweld op het veld op 27 oktober 2013 in de uitwedstrijd bij SVZ. Voor het seizoen 2014/15 werd de club door de KNVB niet ingedeeld vanwege betalingsachterstanden aan de voetbalbond. In het seizoen 2003/04 werd de club uit de competitie gehaald.

## Erelijst
| Competitie                 | Winnaar | Winnaar          | Runner up | Runner up  |
| Competitie                 | Aantal  | Jaren            | Aantal    | Jaren      |
| -------------------------- | ------- | ---------------- | --------- | ---------- |
| Nationaal (KNVB)           |         |                  |           |            |
| Tweede klasse              |         |                  | 1×        | 1983       |
| Derde klasse               | 1×      | 1982             |           |            |
| Vierde klasse              | 3×      | 1974, 1981, 1991 | 2×        | 1971, 1973 |
| Vijfde klasse              | 1×      | 1997             | 1×        | 2018       |
| Communautair (Zuid-Moluks) |         |                  |           |            |
| Soumokil-beker             | 1×      | 1989             |           |            |

### Competitieresultaten 1970–2018
| ? |

| ? |

| ? |

| ? |

| 4 4F |

| 2 4F |

| 4 4F |

| 2 4F |

| 1 4F |

| 3 3B |

| 6 3B |

| 8 3B |

| 11 3C |

| 7 4F |

| 9 4F |

| 1 4H |

| 1 3C |

| 2 2B |

| 9 2B |

| 11 2B |

| 8 3D |

| 12 3C |

| 4 4E |

| 3 4F |

| 3 4E |

| 1 4E |

| 7 3D |

| 11 3D |

| 10 4E |

| 12 4H |

| 5 |

| 1 5A |

| 4 4C |

| 4 4F |

| 9 4B |

| 5 4B |

| 12 4B |

| 4 5F |

| xx 4C |

| 11 5C |

| 6 5C |

| 4 5C |

| 4 5C |

| 9 5C |

| 9 5E |

| 11 5H |

| 9 5G |

| 4 5E |

| 6 5E |

|  |

| 5 5C |

| 6 5C |

| 2 5D |

| - 4D |

|  |

| 5 |

| Tweede klasse | Derde klasse | Vierde klasse | Vijfde klasse | Eerste klasse DVB |

In elke staaf van de grafiek staat van boven naar beneden vermeld: 
- Eindnotering

Dit is de positie die de club heeft bereikt in de competitie, zonder eventuele beslissings-, play-off- of nacompetitiewedstrijden die nodig zijn geweest om bijvoorbeeld de kampioen van de competitie te bepalen.
Indien een * achter het getal staat is de notering een tussenstand en kan het zijn dat de notering niet overeenkomt met de uiteindelijke eindstand van de competitie.
Staat er een - dan is het seizoen nog bezig en is er geen definitieve uitslag bekend.
Staat er xx op de positie van de notering, dan heeft de club vroegtijdig de competitie verlaten. Dit kan onder andere komen door terugtrekking van het team, faillissement van de club of door een uitgedeelde straf van de KNVB. In veel gevallen staat elders in het artikel de reden vermeld.
Staat er een ? dan is het resultaat uit het verleden onbekend, en is alleen de competitie of het niveau bekend van dat seizoen.
In de seizoenen 2019/20 en 2020/21 werd wegens de coronacrisis het amateurvoetbal afgebroken. Daardoor kennen deze staven geen eindklassering (middels -- weergegeven).
- Competitieniveau en afdelingsletter of Officiële eindstand Eredivisie
  - Competitieniveau en afdelingsletter

Hierbij geeft het getal het niveau weer, dat ook terug te vinden is in de legenda. De letter is de afdelingsaanduiding en wordt gebruikt wanneer er meer afdelingen zijn op hetzelfde niveau. De afdelingsletter is altijd een hoofdletter en wordt meestal zonder nummer gebruikt.
Voorbeeld: 2F is niveau 2e klasse competitie F.
Het competitieniveau en nummer wordt niet vermeld wanneer er slechts één competitie van dit niveau was.
  - Officiële eindstand Eredivisie (getal staat tussen haakjes vermeld)

Sinds de introductie van play-offwedstrijden voor Europees voetbal na afloop van de reguliere competitie in 2005/06, is de KNVB verplicht een eindstand van de Eredivisie door te geven aan de UEFA aan de hand van deze play-offwedstrijden.
Bij deze eindstand staan clubs die zich hebben gekwalificeerd voor Europees voetbal hoger dan clubs die zich niet wisten te kwalificeren. Indien er geen verschil was tussen de eindnotering en de officiële eindstand, staat dit getal niet vermeld.

- Onderafdeling

Hier staat afgekort de naam van de onderafdeling indien de club in dat jaar in een onderafdeling uitkwam. Tevens staat deze afkorting in de legenda en wordt gelinkt naar het artikel over deze onderafdeling. Deze afkorting wordt alleen vermeld wanneer de club in het verleden in verschillende onderafdelingen heeft gespeeld. Deze vermelding is in de staaf altijd in kleine letters. Deze onderafdelingen zijn na het seizoen 1995/96 afgeschaft. Heeft de club in slechts één onderafdeling gespeeld, dan is dit alleen terug te vinden in de legenda.
Onder de staaf staat het jaartal vermeld waarin het seizoen is afgesloten. 15 verwijst naar het seizoen 2014/15 of eventueel het seizoen 1914/15.
Wanneer een staaf leeg is, zijn deze gegevens niet bekend. Het kan ook zijn dat de club dat seizoen niet heeft meegespeeld op het hogere amateurniveau, vroegtijdig de competitie heeft verlaten of uit de competitie is gezet.

In het seizoen 1944/45 was er wegens de Tweede Wereldoorlog geen regulier competitievoetbal.

## Overzichtslijsten

### Lijst van prominente (oud-)spelers
- Jack Soumeru

### Lijst van hoofdtrainers
- Jan Postma (1990-1991)
- Joop Pieter (1999-2000)
- Hein Manusiwa (2000-2001)
- Jan Metekohy (2001-2002)
- Rudie Bakker (2002-2003)
- Richard Haurissa (2003-2004)
- Piet Meteary (2004-2005)

- Rudy Saptenno (2005-2006)
- Jack Soumeru (2006-2007)
- Aba Manuputty (2007-2009)
- Sander van de Lustgraaf (2009-2010)
- Tommy Latumalea (2011-2013)
- Sam Saptenno (2013-2020)